# Пачеко, Роммель
Роммель Пачеко (исп. Rommel Pacheco; род. 12 июля 1986 года, Мерида, Мексика) — мексиканский прыгун в воду, призёр чемпионатов мира, трёхкратный чемпион Панамериканских игр, чемпион летней Универсиады 2005 года, член сборной Мексики по прыжкам в воду. Участник летних Олимпийских игр 2004, 2008, 2016 годов.

## Биография
Роммель Пачеко родился в 1986 году в Мериде, Мексика.
В 2004 году принял участие в первых для себя летних Олимпийских играх в Афинах. На тот момент он уже становился чемпионом Панамериканских игр 2003 года в прыжках с 10-метровой вышки.
В 2005 году выступая на Универсиаде в Измире, в Турции, занял первое место в прыжках с 10-метровой вышки. После этого успешно выступал ещё на трёх летних Универсиадах.
В 2008 году принял участие на летних Олимпийских играх в Пекине.
На чемпионатах мира свою первую медаль, бронзовую, он завоевал в Барселоне в 2013 году в синхронных прыжках с 3-метрового трамплина. 
В 2016 году принял участие в третьих для себя Олимпийских играх.
На чемпионате мира в Южной Корее завоевал серебряную медаль в прыжках с 1-метрового трамплина.